# HIRO-X
HIRO-X (Eredeti neve: Aoki Hiromicu, Sizuoka prefektúra, 1980. december 26. –) japán énekes. A Prince of Tennis anime első nyitódalával debütált. Annak ellenére, hogy a dal sikeres és közkedvelt volt, szólókarrierje során csupán 5 kislemezt jelentetett meg. Ebből 4 a Prince of Tennis animéhez köthető, míg a THE MEANING OF TRUTH az F-Zero Falcon Denszecu anime nyitódala. Jelenleg két indie együttes, a SHANDY SCOPE és az akashic note tagja.

## Kislemezek
- 2001. december 5. – future
- 2002. május 1. – Driving Myself
- 2003. december 3. – THE MEANING OF TRUTH
- 2005. október 5. – Calling
- 2011. december 7. – future -reboot version-

## Linkek
- Hivatalos weboldal
- SHANDY SCOPE hivatalos weboldala
- Oricon profil